# Finn Nygaard
Finn Nygaard, född 26 november 1873 i Kristiansand, död 1967, var en norsk jurist. Han var son till Marius Nygaard.
Nygaard blev juris kandidat 1897, assessor i Kristiania byrett 1911, lagman i Hålogaland 1927, i Borgarting och Agder 1931 och blev 1927 extraordinarie ledamot av Høyesterett. Han var en av initiativtagarna 1912 till Den norske dommerforeningen, var dess sekreterare 1912-19 samt ordförande och redaktör för föreningens medlemsblad från 1932.